# Promachus turinus
Promachus turinus är en tvåvingeart som först beskrevs av Francis Walker 1849.
Promachus turinus ingår i släktet Promachus och familjen rovflugor. Artens utbredningsområde är Sierra Leone. Inga underarter finns listade i Catalogue of Life.